# Uwe Bastian

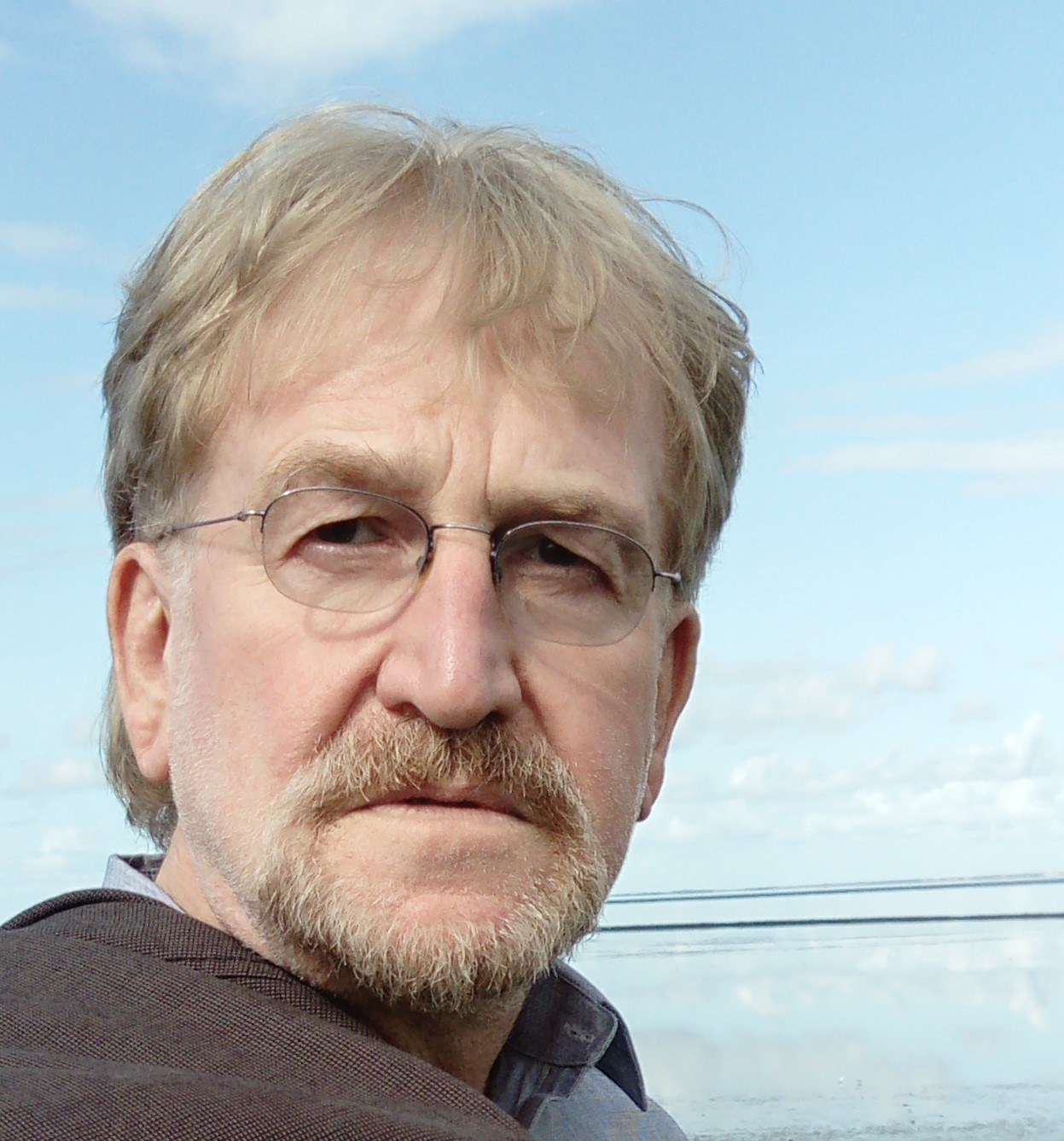
Uwe Bastian im Jahr 2017

Uwe Bastian (* 7. Juni 1957 in Großenhain; † 19. Mai 2024) war ein deutscher Soziologe und Publizist. In der DDR war er in der Opposition aktiv. Zuletzt waren sozialökonomische Transformationsprozesse der Schwerpunkt seiner wissenschaftlichen Forschungen.

## Leben und Wirken
Bastian war Sohn eines Polizisten. Er absolvierte 1976 sein Abitur in Großenhain und wies während seiner Schulzeit einen Stasi-Anwerbeversuch zum inoffiziellen Mitarbeiter zurück. Wegen politischer Dissidenz wurde ihm ein Studienplatz verwehrt, eine amtl. Anerkennung als verfolgter Schüler erhielt er 1996.
1976 wurde Bastian zum Grundwehrdienst einberufen, sein letzter Dienstgrad war Soldat. 1978 bis 1979 besuchte er eine Abendschule mit dem Abschluss als Berufskraftfahrer und war als solcher bis 1984 in Dresden und Großenhain tätig. In Dresden war er in der Umwelt- und Friedensbewegung aktiv. 1982 startete in Ost-Berlin und Dresden eine Flugblattaktion gegen die weitere Militarisierung und das neue Wehrdienstgesetz in der DDR.
1984 erfolgte sein Umzug nach Berlin und Mitarbeit in verschiedenen Oppositionsgruppen. Er nahm am 1. Ökologieseminar 1984 in Berlin-Friedrichsfelde teil. Es folgte auch ein Treffen in Steken (ČSSR) im Juli 1985. Hier trafen sich Kriegsgegner aus dem Ostblock und den westlichen Ländern im Sinne einer blockunabhängigen nichtstaatlichen Friedensbewegung. Bastian hatte dazu ein Diskussionspapier entworfen, das in Ost-Berlin und in anderen Städten der DDR sowie in West-Berlin und den Niederlanden verbreitet wurde. Nach Verrat eröffnete die Stasi gegen Bastian und seine Mitstreiter den Operativvorgang „Entwurf“. Bastian erhielt Berufsverbot, seine Familie und der Freundeskreis wurden Ziel sogenannter Zersetzungsmaßnahmen durch die Stasi.
Er absolvierte von 1983 bis 1988 ein Ingenieurfernstudium Maschinenbau mit dem Abschluss Diplomingenieur (FH). In der Zeit 1984 bis 1985 arbeitete Bastian als Materialplaner und Technologe im VEB Metallmöbel Berlin. 1986 bis 1991 war er als Ingenieur in dem VEB Berliner Aufzug- und Fahrtreppenbau beschäftigt und absolvierte ein Fernstudium in Roßwein. Es wurde durch SED und Stasi 1985 ein Karriereverbot für alle Wirtschaftsbereiche in Bezug auf Leitungstätigkeiten verhängt und bis zum Ende der SED-Diktatur aufrechterhalten. Bastian wurde deshalb als politisch Verfolgter nach Beruflichen und Verwaltungsrechtlichen Rehabilitierungsgesetz anerkannt.
Er engagierte sich in der Umwelt-Bibliothek und war Mitherausgeber der Oppositionszeitung Umweltblätter. Das MfS ermittelte und archivierte seine Aktivitäten wegen illegaler Verbreitung von konzeptionellen Diskussionspapieren zu Themen der Gesellschaftsverfassung, der Ökologie, Wehrdienstfragen und der Atomenergienutzung.
1986 war er Mitunterzeichner der Petition der Berliner Menschenrechtsgruppe Initiative Frieden und Menschenrechte. Aus diesem Grunde und wegen angeblicher trotzkistischer Positionen wurde er aus der weitgehend staatskonformen Oppositionsgruppe „Gegenstimmen“ ausgeschlossen. Am 21. Mai 1986 erschien ein Diskussionsbeitrag von Bastian über die politischen Hintergründe der Eingabe in der Frankfurter Rundschau. Dabei forderte er die Demokratisierung in der DDR. Bastian wollte damit auch erreichen, dass im Falle seiner Verhaftung durch die Stasi in den westlichen Medien ein konzeptionelles Papier hinterlegt war, das ihm internationale Aufmerksamkeit sichern sollte. Die Stasi sah von der tatsächlich vorgesehenen Inhaftierung ab. Allerdings wurde er mehrfach festgenommen und in der „Magdalena“ (Untersuchungsgefängnis der MfS-Bezirksverwaltung Berlin) stundenlangen Verhören unterzogen.
Bastian versuchte, eine linke unabhängige Opposition aufzubauen, die die alten Machtverhältnisse in Frage stellen und eine Art Demokratischen Sozialismus herstellen sollte (Bastian: „Sozialismus ist ohne Freiheit unmöglich“). Er betrachtete die damaligen gesellschaftlichen Verhältnisse als die einer totalitären staatskapitalistischen Diktatur, die DDR als einen Großkäfig mit verschärfter Ausbeutung ihrer Bürger. Er war der Meinung, die Verhältnisse in der alten Bundesrepublik waren sozialistischer als die in der DDR.
Noch während seines Fernstudiums hatte Bastian 1987 eine Konzeption für eine „Alternative Energiewirtschaft“ auf der Basis der regenerativen Energien ausgearbeitet. Dieser Vortrag wurde in der Umwelt-Bibliothek der Ost-Berliner Zionsgemeinde gedruckt und von dort aus über die ganze DDR als Samisdat-Publikation verbreitet.
1989 beteiligte er sich an der Bildung der „Initiative für unabhängige Gewerkschaften“ zusammen mit Renate Hürtgen, Joachim Hürtgen, Achim Stange und anderen. Nach dem Vorbild der polnischen Solidarność sollte in der DDR eine unabhängige Interessenvertretung der Arbeiter und Angestellten hergestellt werden.
Von 1992 bis 1996 arbeitete Bastian im Forschungsverbund SED-Staat an der Freien Universität Berlin und veröffentlichte diverse Publikationen im Rahmen der Aufarbeitung der SED-Diktatur.
Parallel studierte er an der FHTW Berlin Wirtschaftswissenschaften und wurde 1998 an der FU zum Promotionsstudium im Fach Soziologie zugelassen. Seine Promotion schloss er im Jahr 2003 mit der Verteidigung seiner Dissertation mit dem Titel Sozialökonomische Transformationen im ländlichen Raum der neuen Bundesländer ab. Gutachter waren Bernd Rabehl und Klaus Schroeder.
1997 bis 2003 war er in der Betroffenenberatung im Bürgerbüro e. V. zur Aufarbeitung von Folgeschäden der SED-Diktatur. Hier erarbeitete er zusammen mit Hildigund Neubert auch eine Forschungsschrift zum Thema der Haftzwangsarbeit politischer Gefangener des SED-Staates.
2012 arbeitete Bastian mit an einem Gutachten bei Helmut Klüter an der Geographischen Sektion der Universität Greifswald, das im Auftrag der Enquete-Kommission des Landtages Brandenburg vergeben wurde zum Thema: Gegenwärtige Strukturen und Entwicklungstendenzen in der Brandenburger Landwirtschaft im Ländervergleich.

## Sonstiges
Seit 2004 lebte Bastian in Papendorf, einem Ortsteil von Lassan in Mecklenburg-Vorpommern, und war zwischenzeitlich Mitglied der Piratenpartei. Bastian war Vater zweier Kinder.

## Publikationen
- Alternative Energiewirtschaft in der DDR. Sozioökonomische Voraussetzungen zum Übergang auf die Sonnenenergienutzung. In: Kontext. 1987, ISSN 0863-2561 (Samisdat-Zeitschrift).
- mit Torsten Metelka (Hrsg.): Alles ist im Untergrund obenauf; einmannfrei… Ausgewählte Beiträge aus der Zeitschrift Kontext 1–7 (= Edition Kontext). Kontext-Verlag, Berlin 1990, ISBN 3-86161-002-7.
- Zersetzungsmaßnahmen der Staatssicherheit am Beispiel des Operativvorganges ‚Entwurf‘. Die Staatssicherheit gegen unabhängige linke Politikansätze in der DDR (= Arbeitspapiere des Forschungsverbundes SED-Staat an der FU Berlin. Nr. 8/1993), DNB 940460068.
- „Auf zum letzten Gefecht…“ Dokumentation über Vorbereitungen des MfS auf den Zusammenbruch der DDR-Wirtschaft (= Arbeitspapiere des Forschungsverbundes SED-Staat an der FU Berlin. Nr. 9/1994). 2., erw. Fassung, OCLC 917413126.
- Greenpeace im unsichtbaren Visier des MfS. Kommentierte Dokumentation über Ausnutzung und Bekämpfung der Umweltschutzorganisation Greenpeace und West-Berliner Alternativgruppen durch die Staatssicherheit der DDR (= Arbeitspapiere des Forschungsverbundes SED-Staat an der FU Berlin. Nr. 16/1995), DNB 94420998X (fälschlich als Bd. 15 der Schriftenreihe bezeichnet).
- Greenpeace in der DDR. Edition Ost, Berlin 1996, ISBN 3-929161-51-6.
- mit Hildigund Neubert: Schamlos ausgebeutet. Das System der Haftzwangsarbeit politischer Gefangener des SED-Staates. Bürgerbüro e. V., Berlin 2003, DNB 970199368.
- Sozialökonomische Transformationen im ländlichen Raum der neuen Bundesländer. Dissertation, Freie Universität Berlin, 2003, urn:nbn:de:kobv:188-2003002080.
- Die Entwicklung von Speichermedien als Sekundärenergieträger zur Sicherung einer stabilen Energieversorgung. Beitrag zur Europäischen Konferenz „Klimawandel und ökologischer Umbau der Industriegesellschaft“, veranstaltet vom Europäischen Informationszentrum in der Thüringer Staatskanzlei, veröffentlicht durch das EIZ 2011.
- mit Helmut Klüter: Gegenwärtige Strukturen und Entwicklungstendenzen in der Brandenburger Landwirtschaft im Ländervergleich. Gutachten im Auftrag der Enquetekommission des Landtages Brandenburg, Greifswald 2012 (PDF; 12,5 MB).